# Knightia excelsa
Knightia excelsa är en tvåhjärtbladig växtart som beskrevs av Robert Brown. Knightia excelsa ingår i släktet Knightia och familjen Proteaceae. Inga underarter finns listade i Catalogue of Life.